# Maben
Maben is een plaats (town) in de Amerikaanse staat Mississippi, en valt bestuurlijk gezien onder Oktibbeha County en Webster County.

## Demografie
Bij de volkstelling in 2000 werd het aantal inwoners vastgesteld op 803.
In 2006 is het aantal inwoners door het United States Census Bureau geschat op 756, een daling van 47 (-5,9%).

## Geografie
Volgens het United States Census Bureau beslaat de plaats een oppervlakte van
5,0 km², geheel bestaande uit land. Maben ligt op ongeveer 140 m boven zeeniveau.

## Plaatsen in de nabije omgeving
De onderstaande figuur toont nabijgelegen plaatsen in een straal van 24 km rond Maben.